# Power Rangers Mystic Force
Power Rangers Mystic Force è una serie televisiva statunitense, la dodicesima della relativa saga. È basata sulla serie giapponese Mahou Sentai MagiRanger. In questa serie i protagonisti devono i loro poteri a delle formule magiche, attivate man mano che la loro personalità eroica fa dei progressi.
È la seconda serie del franchsing dopo Power Rangers Ninja Storm a non disporre di un team-up, sebbene sia presente il cameo di un personaggio della precedente serie Power Rangers S.P.D..

## Trama
Si racconta che, in una dimensione magica parallela alla nostra, le forze delle tenebre erano potentissime, così i Guerrieri di Underworld diedero inizio ad una guerra chiamata "La grande battaglia". Un esercito guidato da un potente guerriero giunse sulla Terra con lo scopo di conquistarla sconfiggendo i Mistici, una legione di coraggiosi e potenti maghi, che combatté valorosamente fino a quando il male fu quasi sul punto di prevalere. Così, il mago più forte di tutti, Leanbow, lanciò un potentissimo incantesimo, in grado di ricacciare i guerrieri di Underworld nel loro universo parallelo e chiudendo per sempre il Sigillo del Portale. Leanbow si sacrificò, così gli umani non sarebbero mai venuti a conoscenza della Grande Battaglia, né dei sacrifici compiuti per salvare loro la vita. Ora gli umani vivono in pace e tranquillità, totalmente ignari di ciò che si sta per risvegliare.

## Episodi
| Stagione       | Episodi | Prima TV USA | Prima TV Italia |
| -------------- | ------- | ------------ | --------------- |
| Prima stagione | 32      | 2006         | 2007            |

## Personaggi e interpreti

### Ranger principali
- Nick Russell, interpretato da Firass Dirani, doppiato da Marco Baroni.
Red Mystic Ranger. È l'ultimo membro della squadra che si arrende ai suoi magici poteri, ed è il più potente. È innamorato di Madison. Nel corso della storia scopre di essere figlio di Leanbow e Udonna: il suo vero nome è Bowen. Come Red Mystic Ranger, ha il potere del fuoco e può trasformarsi sia nella Fenice Mistica che nell'Uccello di Fuoco. In alcuni casi riesce a fondersi con Catastros, il destriero di Koragg, per formare il Centauro Fenice Megazord. Può fondersi con Cuore di Fuoco, l'ultimo drago esistente sulla Terra, e formare il Red Dragon Fire Ranger. Alla fine della serie va dai suoi genitori adottivi insieme a Leanbow e Udonna per raccontare tutto.
- Vida Rocca, interpretata da Angie Diàz, doppiata da Rachele Paolelli.
Pink Mystic Ranger. Il suo elemento è l'aria, e può trasformarsi nella Mistica Fata, nel Mistico Drago e nel Mistico Leone. Ha una sorella di nome Madison, Ranger come lei. È innamorata di Chip. Nell'episodio Il demone Vida si trasforma, a causa di Necrolai, in una vampira, che la fa combattere contro i propri amici, ma Chip riesce a risvegliarla.
- Charlie "Chip" Thorn, interpretato da Nic Sampson, doppiato da Davide Perino.
Yellow Mystic Ranger. Inizialmente era l'unico membro della squadra che credeva nella magia, nei vampiri e nei mostri, ed era entusiasta di diventare Ranger. È innamorato di Vida. Come Yellow Mystic Ranger, Chip trae potere dai fulmini e può trasformarsi nel Mistico Garuda, nel Mistico Drago e nel Mistico Leone.
- Xander Bly, interpretato da Richard Brancatisano, doppiato da Fabrizio De Flaviis.
Green Mystic Ranger. Si è trasferito negli USA dall'Australia quando era piccolo, è una persona intelligente, il più ragionevole del gruppo, ma anche il più vanitoso, e volte si prende il merito di quello che fanno gli altri. Come Green Mystic Ranger, trae il suo potere della terra e può trasformarsi nel Mistico Minotauro, nel Mistico Drago e nel Mistico Leone.
- Madison Rocca, interpretata da Melanie Vallejo, doppiata da Francesca Manicone.
Blue Mystic Ranger. È la più intelligente della squadra ed è la sorella di Vida. È innamorata di Nick. Come Blue Mystic Ranger, trae il suo potere dall'acqua e può trasformarsi nella Mistica Sirena, nel Mistico Drago e Mistico Leone.

- Udonna, interpretata da Peta Rutter, doppiata da Isabella Pasanisi.
Mentore dei Mystic Force Ranger, madre naturale di Nick (Bowen), moglie di Leanbow e zia di Claire, figlia di sua sorella Niella (precedente guardiana). Si tratta di una potente fata[2] in grado di trasformarsi nel White Mystic Ranger (sebbene ciò succede poche volte) e di controllare il potere della neve.
- Daggeron Storm, interpretato da John Tui, doppiato da Luigi Ferraro
Solaris Ranger (in originale Solaris Knight). È il maestro dei Rangers e un grande amico di Udonna. Ha il potere di controllare il sole e possiede un treno a vapore enorme che può trasformarsi nel Solaris Megazord; Jenji è il suo aiutante. Era stato trasformato in una rana da Imperius e imprigionato insieme a lui in una caverna ma viene liberato e ritrasformato da Madison, che sembra essere innamorata di lui. Possiede gli Antichi Poteri.
- Leanbow.
Il Guerriero Lupo. Padre di Bowen e marito di Udonna, controlla il potere dei lupi. Per imprigionare le forze dell'oscurità fuori dalla foresta magica ha dato tutte le sue energie ed è stato imprigionato sotto la superficie e schiavizzato dal Signore delle Tenebre, ossia il Maestro Supremo e trasformato in Koragg. In veste di malvagio lo vediamo sempre unito al leggendario cavallo Catastros per formare il Centauro Lupo Megazord; quando cercheranno di uccidere sua moglie, smetterà di servire il male. Nell'edizione italiana il suo nome da battaglia in versione buona è stato rinominato Red Koragg. Possiede, come Daggeron, gli Antichi Poteri.

### Alleati dei Ranger
- Clare.
È l'apprendista fata di Udonna e sua nipote, quindi cugina di Nick, abbastanza goffa e incapace, si scoprirà aver ereditato dalla madre Claire il ruolo di Guardiano o  Fata Guardiana (in originale Gatekeeper, ovvero Guardiano/a del Cancello). e come lei possiede poteri magici legati alla Luna.
- Jenji interpretato da Oliver Driver (voce originale), doppiato da Mino Caprio[3]
Un mistico genio che assomiglia a un gatto e assistente di Daggeron.
- Phineas.
Un troblin, metà troll, metà goblin, che vive da solo nei boschi. Diventa il fidanzato di Lily Pimvare e inizierà a lavorare al Rock Porium. Molto amichevole, allegro e familiare, cerca sempre abbracci; tuttavia è anche capace di combattere, quasi al livello dei Rangers. È stato lui a salvare Nick quando era piccolo. È interpretato da Kelson Henderson.
- Mistici.
Alleati di Leanbow durante la Grande Battaglia.
- Lily Primvare, interpretata da Holly Shanahan, doppiata da Federica De Bortoli
Un'adolescente snob di Briarwood e figlia di Necrolai che ha abbandonato la parte del male per una vita normale ed ottenere un lavoro al Rock Porium. Più tardi diventa alleata dei Rangers. Tende a pensare che Phineas sia attraente a causa del suo ottimismo e per la sua forza prodigiosa. Il suo cognome è l'anagramma di "vampira" (in lingua inglese "Vampire").
- Nikki Pimvare.
La forma umana di Necrolai, dopo avere perso i poteri di vampiressa per riportare in vita Daggeron e Leanbow nella battaglia finale ritorna umana, e in seguito si vedrà uscire con Toby, il direttore del Rock Porium.
- L'Imperatrice (in originale Mystic Mother) interpretata da Machiko Soga[4], doppiata da Susan Brady (versione originale)[5][6]
 Imperatrice dei poteri della luce, viene attaccata da Octomus nella sua dimensione, ma riesce a salvarsi trasformandosi in pura energia. Nel finale promuove Claire a fata, dandole pieni poteri. È confermato essere Rita Repulsa, storica nemica dei primi Power Rangers, ormai purificata dopo gli eventi di Power Rangers in Space[7].
- Snow Prince 
Creatura magica al servizio dell'Imperatrice, era il maestro di Daggeron, è il Guerriero Mystics delle Nevi. Si ritirò perché i suoi allievi decidevano di seguire il proprio istinto. Curiosamente il personaggio giapponese su cui è basato (Snowangel) è una femmina.
- Cuore di fuoco (Fire Heart).
È l'ultimo drago e vive in una terrazina laterale della Grande Radice. Può fondersi con Nick per formare il Red Dragon Fire Ranger.
- Toby.
È il direttore del Rock Porium dove lavorano Lily, Phineas e i Rangers. All'inizio s'insospettirà sul perché i suoi commessi si assenteranno tanto e alla fine scoprirà che sono i Power Rangers e diventerà loro alleato. Assumerà Lily e Phineas nel suo negozio, ma licenzierà poi quest'ultimo perché faceva troppa paura ai clienti. Dopo la morte del Maestro Supremo, però, tutti gli umani e le creature magiche vivranno insieme in armonia, perciò nessuno avrà più paura di Phineas e Toby lo riassumerà.

### Nemici
- Octomus[8] interpretato da John Leigth (voce originale)[6] 
Detto dai suoi seguaci Maestro Supremo (in originale The Master[8], lett. il padrone) è il nemico finale della serie e leader delle forze delle tenebre nonché responsabile della trasformazione di Leambow in Koragg. È un demone dall'aspetto a metà fra uno  scheletro e una piovra, che si nutre di energia. Viene sconfitto dai Ranger nell'episodio finale, i quali lo sovraccaricano facendogli assorbire tutta la loro magia.
- Morticon.
È un mago infido, mezzo creatura magica e mezzo macchina. Era stato intrappolato in una fortezza posta sotto terra, ma una volta liberato si è posto l'obiettivo di portare la magia nera sulla terra e di conquistarla. Ma viene sconfitto dai Power Rangers durante un duello con il Megazord.
- Koragg.
È caratterizzato da un passato misterioso e lavora insieme a Morticon, di cui però non si fida. Il suo nome di battaglia è "guerriero lupo" ed indossa un'armatura viola. In realtà è Leanbow, il marito di Udonna nonché padre di Nick. Si ribella al maestro supremo, si unisce ai Power Rangers e la sua armatura cambia dal viola al rosso.
- Necrolai.
 Sacerdotessa delle Tenebre e regina dei vampiri. È una creatura demoniaca dotata di ali, caratterizzata da una grande padronanza della magia nera. In realtà è la madre di Lily. È capace di rivitalizzare chi muore, e lo farà con Itassis, Terrore che le aveva mostrato cortesia, ma siccome era gigantesca, quando provò a farlo con Leanbow e Daggeron perse i poteri perché ne aveva sprecati con Itassis, fortunatamente non morirà e diventerà Nikki Pimvare e uscirà con Toby, il direttore del Rock Porium.
- Hidiacs & Styxoids.
Sono l'esercito guerriero al servizio di Morticon. Sono abili combattenti che compaiono prima dell'arrivo dei Rangers.
- Imperious.
È una mummia potentissima che sostituisce Morticon come condottiero del Maestro Supremo. Viene eliminato dal suo ex amico Daggeron in un duello. Anticamente era un alleato di Leanbow e dei Mistici, ed il suo nome era Kalindor, ma preferì passare dalla parte del Maestro Supremo tradendo Leanbow e poi attaccando Daggeron alle spalle durante una battaglia. Ma lui e Daggeron si sigillarono a vicenda in una caverna. Alla fine Daggeron regolerà i conti con lui una volta per tutte, uccidendolo in duello. In italiano è doppiato da Saverio Indrio.
- Bestie barbariche.
Sono quattro potenti guerrieri che furono sigillati nell'Oblivian dal Maestro Supremo a causa della loro mancanza di onore. Erano stati liberati da Imperious per usarli per i suoi piani.
- Warmax.
È un demone samurai ed è il più debole delle Bestie barbariche, ma è comunque molto forte e veloce. È stato il primo sconfitto dai Rangers.
- Shrieker.
È l'unica donna delle Bestie barbariche. È uno scheletro alato ed è la terza più forte del gruppo.
- Fightoe.
Il secondo più potente del gruppo, uno stregone dalle fattezze di cane. È l'unico a non essere sconfitto dai Rangers e a fuggire ma viene ucciso da Imperious perché non gli serviva più.
- Fifty Below.
È il più forte del gruppo ed è un sasquatch mascherato. Mette in difficoltà i Rangers ma quando si trasformano in modalità leggendaria viene facilmente sconfitto.
- 10 Terrori.
Antagonisti della seconda parte della serie. Sono 10 Entità malefiche che hanno come obiettivo la resurrezione del Maestro Supremo, curioso il fatto che una Stele decida chi sia il guerriero da mandare sulla Terra.
- Magma.
È il primo dei 10 Terrori, è un demone di fuoco, si dimostrerà imbattibile, ma verrà ucciso da Sculpin a causa di una scommessa persa con i ranger, che consisteva nell'ucciderli prima che un'antenna si carbonizzasse.
- Oculus.
Il Cacciatore, sigillerà i ranger in una dimensione parallela, verrà ucciso da Nick dopo essersi fuso con Cuore Di Fuoco, liberando gli altri ranger.
- Serpentina.
Una donna serpente molto irritabile, che trasformò Genji in una statua e, dopo aver letto che verrà sconfitta dal Red e dal Pink ranger, disubbidisce alla sacra stele e manda Ekatoid per togliere i poteri ai rangers senza i quali può avere successo.
- Megahorn.
Un potente drago dalla testa calda, nonché tra i Terrori più forti e Terrore più resistente, tanto che resisterà al colpo più potente dei Rangers e Snow Prince, andrà contro le regole e sconfiggerà Daggeron, ma grazie a Nick, il quale scoprirà il suo punto debole, Daggeron lo eliminerà dopo una dura battaglia.
- Hekatoid.
Un goffo e strano ranocchio, confabula spesso con gli altri e si lascia comandare, ruberà i poteri ai ranger, ma i nostri eroi lo riusciranno a sconfiggere e recuperarli, verrà eliminato da questi ultimi e da Udonna con un attacco combinato.
- Matoombo.
Il Cavaliere Oscuro dell'energia. È uno dei Terrori più forti, ma anche il più buono, salverà un bambino e tradirà il Maestro Supremo, schierandosi con i ranger, ma sarà scelto dal Maestro Supremo per essere il suo nuovo contenitore. Proprio quando stava per andare a riposare in eterno in un Lago, verrà tramortito da Skulpin e utilizzato come contenitore, morendo. Curiosamente, una volta tornata la pace, si scoprirà essere ancora vivo.
- Gekkor.
 una viverna, forse il Terrore più fedele, inseguirà il traditore Matoombo, ma alla fine verrà annientato dal ritornato alla vita Leanbow.
- Itassis.
Una donna sciacallo molto intelligente e saggia, capirà che il Maestro Supremo ha solamente utilizzato i Terrori per i propri scopi, tornerà alla base, ma verrà additata come traditrice ed uccisa da BlackLance e Sculpin. Necrolai la rivitalizzerrà perché era l'unica che le ha mostrato cortesia, comincerà così a credere nella forza del coraggio e dopo la crisi vivrà nella foresta, imparando sempre di più sul coraggio grazie a Daggeron.
- BlackLance.
Un cavaliere in armatura, secondo in comando di Skulpin. Inizialmente attaccherà la Terra durante la rivolta dei Terrori, ma verrà respinto da Leanbow. Verrà eliminato dai Ranger tramite una mossa combinata nell'assalto finale.
- Sculpin.
Capo dei Terrori, sembra essere un ibrido di uomo e pesce, sicuramente il più malvagio, verrà ucciso da Hitassis dopo il tradimento a favore dei ranger di quest'ultima, che ci riuscirà grazie al coraggio.

## Distribuzione internazionale
- Italia La prima visione a pagamento è stata su Jetix dal 3 settembre 2007, mentre quella in chiaro è stata su Rai 2 e K2.
- Stati Uniti la prima visione a pagamento è stata trasmessa su ABC Family